# Leroy G. Leighton
Leroy George Leighton (* 25. Mai 1912 in Jacksonville, Florida, Vereinigte Staaten; † 11. März 1990 in Cuyahoga County, Ohio) war ein US-amerikanischer Ingenieur, der 1958/59 eine Oscar-Plakette (Class II) in der Kategorie „Wissenschaft und Entwicklung“ in Empfang nehmen konnte.

## Biografie

### Anfänge und Privates
Leighton war der Sohn von Wallace Leroy und Mabel Violet, geborene George, Leighton. Der aus Jacksonville in Florida stammende Leighton besuchte 1935 die University of Florida und erwarb dort einen Abschluss im Studium der Ingenieurwissenschaften. Im Jahr 1936 heiratete Leighton und wurde im darauffolgenden Jahr Testingenieur in der General Electric Company in Schenectady im Bundesstaat New York, wo er später Leiter der Gruppe für Glühlampendesign-Technik in Nela Park wurde. 1977 zog sich der Familienvater (mit seiner Frau hatte er zwei Töchter) aus dem Berufsleben zurück.

### Beruflicher Werdegang
Im Jahr 1958/59 wurde Leighton zusammen mit seinem Kollegen Don W. Prideaux und der Lamp Division of General Electric Co. die Ehre zuteil mit einer Oscar-Plakette ausgezeichnet zu werden. Die Auszeichnung erhielt das Duo für das Design und die Produktion einer verbesserten 10-Kilowatt-Glühlampe zur Beleuchtung von Kinofilmen. Das Design dieser Lampe basierte auf dem Leighton erteilten US-Patent 2.933.632, in dem ein über dem Filament angeordnetes Kollektorsieb (oder optisches  Gitter) verwendet wurde. Durch das nun vorhandene Sieb konnten Wolframatome und Partikel, die über dem Filament konviziert waren, eingefangen werden. Das führte zu einer verbesserten Lichtleistung mit längerer Brenndauer sowie zu einer Verringerung der übermäßigen Erwärmung und Blasenbildung an der Glasoberfläche über dem Filament. Die Lampe hatte zudem eine Bipost-Struktur für die Stromzufuhr. Die Kollektorschirmlampe war sehr groß. Diese allgemeine Verbesserung erhöhte die Fähigkeit, einen Kinofilm über einen viel längeren Zeitraum bei einem nahezu konstanten Lichtpegel aufzunehmen, erheblich.
Leighton, der zehn Patente sein eigen nennen konnte, erhielt auch das Patent für eine sogenannte „Sägewerklampe“. Montiert man diese Lampe direkt über einem Schneidetisch, ist auf dem Tisch eine Linie sichtbar, die das Bild des geraden Wolframdrahtes darstellt, wodurch eine Bezugslinie zum Schneiden geliefert wird.

## Patente
1. US 2,338,855 – 11. Januar 1944: Filamentverbindung für elektrische Lampen
2. US 2,467,710 – 19. April 1949: Glühlampe
3. US 2,476,671 – 19. Juli 1949: Elektrische Projektionslampe
4. US 2,523,033 – 19. September 1950: Elektrische Strahlungsenergievorrichtung
5. US 2,565,138 – 21. August 1951: Filamentträgerstruktur für Glühlampen
6. US 2,624,019 – 30. Dezember 1952: Elektrische Lampe oder ähnlicher Artikel
7. US 2,933,632 – 19. April 1960: Glühlampe mit schwärzendem Kollektorschirm
8. US 3,573,534 – 06. April 1974: Lampensockel und Einführungsdrahtverbindung
9. US 4,093,894 – 06. Juni 1978: Stay-On-Lampe

## Auszeichnung
Leroy G. Leighton und Don W. Prideaux wurden 1958/59 mit der Oscar-Plakette für Wissenschaft und Entwicklung (Scientific or Technical Award (Klasse II)) ausgezeichnet „für die Entwicklung und Produktion einer verbesserten 10-Kilowatt-Lampe für die Beleuchtung von Filmkulissen“ („for the development and production of an improved 10 kilowatt lamp for motion picture set lighting“).